# 天主教克雷馬教區
天主教克雷馬教區（拉丁語：Dioecesis Cremensis），是義大利一個天主教教區。屬米蘭總教區。成立於1850年4月11日，是倫巴第地區最後一個成立的教區。
教區包括克雷莫納省西北部，稱為克雷馬斯科的地區。2006年有教友96,910人，佔總人口99.7%。有六十二個堂區、司鐸112名。現任教區主教為奧斯卡·坎托尼。